# Aardbeving Sumatra april 2010
De aardbeving bij Sumatra op 6 april 2010 vond plaats om 22:15:02 UTC. Het epicentrum lag op 200 kilometer ten noordwesten van Sibolga, een stadsgemeente op Sumatra (Indonesië), en 515 kilometer ten westen van de Maleisische hoofdstad Kuala Lumpur. De kracht bedroeg 7,7 op de schaal van Richter. Het hypocentrum lag op een diepte van 31 kilometer. Er vielen 62 gewonden maar er waren geen dodelijke slachtoffers.